# جلكى كورية
جلكى كورية (الاسم العلمي: Eudontomyzon morii) هي نوع من الحيوانات المائية يتبع جنس جلكى مسننة من فصيلة الجلكية.